# Afterwards
Afterwards es una película de suspense estrenada en el año 2008, protagonizada por Romain Duris, John Malkovich y Evangeline Lilly bajo la dirección de Gilles Bourdos. Basada en la novela Et après... de Guillaume Musso, la cinta narra la historia de un abogado adicto al trabajo al que un autoproclamado visionario le dice que debe tratar de evitar su inminente muerte. La película se filmó en Nueva York, Montreal y varios lugares de Nuevo México entre junio y julio de 2007 y tuvo un lanzamiento en Francia en enero de 2009.

## Sinopsis
De niño, Nathan Del Amico (Duris) muere en un accidente, pero regresa. Años más tarde, ahora un abogado demandante de Nueva York obsesionado con el trabajo, conoce a Joseph Kay (Malkovich), un médico que afirma que puede prever la muerte de otras personas, y que es un "mensajero" enviado para ayudar a Nathan a poner su las prioridades de la vida en orden. Nathan y su esposa (Lilly) habían perdido recientemente a su hijo, lo que llevó a su divorcio.

## Reparto principal
- Romain Duris como Nathan Del Amico.[1]
- John Malkovich como Joseph Kay.[1]
- Evangeline Lilly como Claire.[2][3]
- Reece Thompson como Jeremy.[4]
- Sara Waisglass como Tracey.
- Sophi Knight como Claire en su niñez.